# Končitá
Končitá (1248 m) – szczyt w masywie Zwolenia (Zvolen) w Wielkiej Fatrze w Centralnych Karpatach Zachodnich na Słowacji. Wznosi się w północnym grzbiecie Małego Zwolenia (1372 m). Na Končitej grzbiet ten rozgałęzia się na dwa grzbiety; północno-zachodni opadający do miejscowości Liptovské Revúce (Nižná Revúca) w Dolinie Rewuckiej i północno-wschodni, poprzez Magurę (1049 m) opadający w widły Revúcy i Korytnicy. Zachodnie stoki szczytu Končitá opadają do doliny Veľký Hričkov, z wschodnich spływa bezimienny potok, dopływ Korytnicy.
Szczyt Končitej pokrywają hale pasterskie, stopniowo zarastające lasem. Dzięki odkrytym przestrzeniom hal jest on dobrym punktem widokowym. Jest także dobrym startowiskiem dla paralotniarzy (závesné lietanie). Zachodnimi, trawiastymi zboczami, omijając wierzchołek, prowadzi żółty szlak turystyczny. Končitá jest także terenem narciarskim. Z Nižnej Revúcy jej grzbietem poprowadzono dwa wyciągi narciarskie.

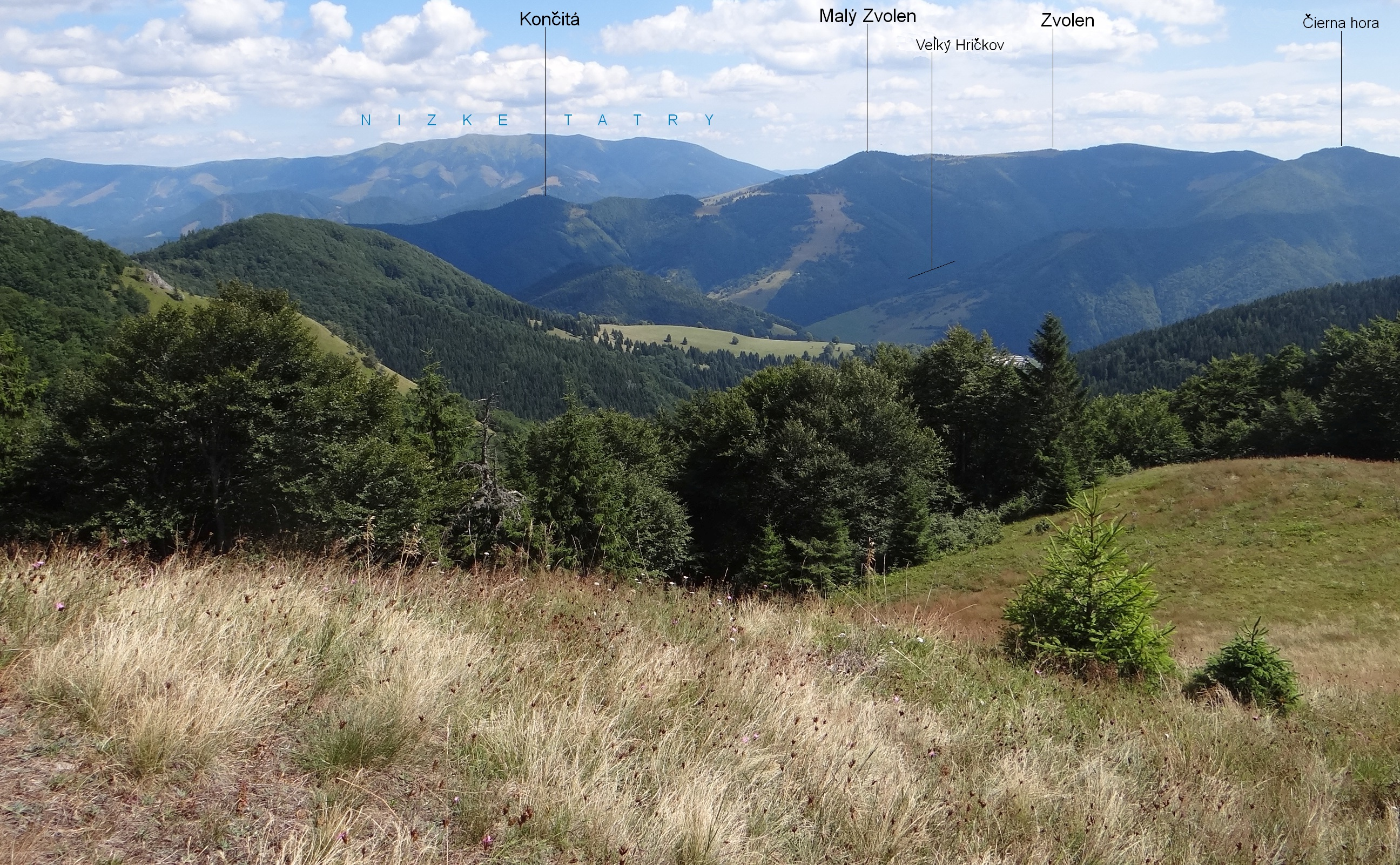
Widok z zachodnich zboczy Rakytova

## Szlaki turystyczne
Liptovské Revúce (Nižná Revúca) – Končitá – Malý Zvolen – Zvolen. Czas przejścia: 2.45 h, ↓ 2 h